# Мортаун (Вермонт)
Мортаун (англ. Moretown) — місто (англ. town) в США, в окрузі Вашингтон штату Вермонт. Населення — 1753 особи (2020).

## Демографія
Згідно з переписом 2010 року, у місті мешкало 1658 осіб у 696 домогосподарствах у складі 460 родин. Було 797 помешкань
Расовий склад населення:
| - 97,0 % — білих - 1,1 % — азіатів - 0,4 % — корінних американців - 0,4 % — чорних або афроамериканців |

До двох чи більше рас належало 0,6 %. Частка іспаномовних становила 1,6 % від усіх жителів.
За віковим діапазоном населення розподілялося таким чином: 20,8 % — особи молодші 18 років, 66,8 % — особи у віці 18—64 років, 12,4 % — особи у віці 65 років та старші. Медіана віку мешканця становила 44,3 року. На 100 осіб жіночої статі у місті припадало 99,3 чоловіків;  на 100 жінок у віці від 18 років та старших — 99,2 чоловіків також старших 18 років.
Середній дохід на одне домашнє господарство  становив 89 743 долари США (медіана — 69 375), а середній дохід на одну сім'ю — 103 911 долар (медіана — 82 167). Медіана доходів становила 51 076 доларів для чоловіків та 41 932 долари для жінок. За межею бідності перебувало 5,6 % осіб, у тому числі 6,0 % дітей у віці до 18 років та 3,3 % осіб у віці 65 років та старших.
Цивільне працевлаштоване населення становило 1029 осіб. Основні галузі зайнятості: освіта, охорона здоров'я та соціальна допомога — 22,5 %, науковці, спеціалісти, менеджери — 11,8 %, мистецтво, розваги та відпочинок — 11,3 %, виробництво — 11,0 %.